# Astorre III. Manfredi
Astorre III. Manfredi (20. června 1485 Faenza – 9. června 1502 Řím) byl v letech 1488 až 1501 pán Faenzy v severní Itálii.
Narodil se ve Faenze jako syn Galeotta Manfrediho a Francescy Bentivogliové. V roce 1488 ve věku tří let vystřídal svého otce jako pán Faenzy.
V roce 1501 byl sesazen Cesarem Borgiem a poslán do Říma. Následující rok byl zavražděn v Andělském hradě.